# Idrinskoe
Idrinskoe (in russo  Идринское?) è un villaggio della Russia asiatica, situato nel Territorio di Krasnojarsk. È il centro amministrativo del distretto Idrinskij.
Si trova sul fiume Syda (affluente dell'Enisej), a 120 km dalla stazione ferroviaria di Kuragino.